# منتخب الأوروغواي لكرة الطائرة للسيدات
منتخب الأوروغواي الوطني لكرة الطائرة للسيدات (بالإسبانية: Selección femenina de voleibol de Uruguay)‏ هو ممثل الأوروغواي الرسمي في المنافسات الدولية في كرة طائرة للسيدات.